# Daman
Daman ist die Hauptstadt  des indischen Unionsterritoriums Dadra und Nagar Haveli und Daman und Diu und Verwaltungssitz des gleichnamigen Distrikts.
Die Stadt gehörte über 400 Jahre zum portugiesischen Kolonialreich. Sie hat etwa 44.000 Einwohner.

## Lage
Daman liegt an der Mündung der Damanganga in den Golf von Khambhat, einem Teil der Arabischen See in einer durchschnittlichen Höhe von ca. 5 m ü. d. M. Das im Norden und Süden von zwei weiteren Flüssen (Kolak Riner und Kalunadi) begrenzte Stadtgebiet ist vollständig umschlossen vom indischen Bundesstaat Gujarat. Die Millionenstadt Surat liegt etwa 120 km (Fahrtstrecke) nördlich; die Millionenstadt Mumbai befindet sich ca. 177 km südlich. Im Hinterland von Daman liegt die Großstadt Vapi.

## Bevölkerung
Ca. 75 % der Einwohner sind Hindus, ca. 20 % sind Moslems und der Anteil der Christen beträgt ca. 4,5 %. Der Rest verteilt sich auf die Religionsgemeinschaften der Jains, Sikhs und Buddhisten. Wie im Norden Indiens üblich, liegt der Anteil der männlichen Bevölkerung um etwa 10 % höher als der weibliche.

## Wirtschaft
Die wirtschaftliche Grundlage des kleinstädtischen Lebens bilden Fischfang sowie Handwerk und Kleinhandel. Seit einigen Jahrzehnten spielt auch der innerindische Tourismus wegen des in Gujarat geltenden Alkoholverbots eine nicht unbedeutende Rolle.

## Geschichte

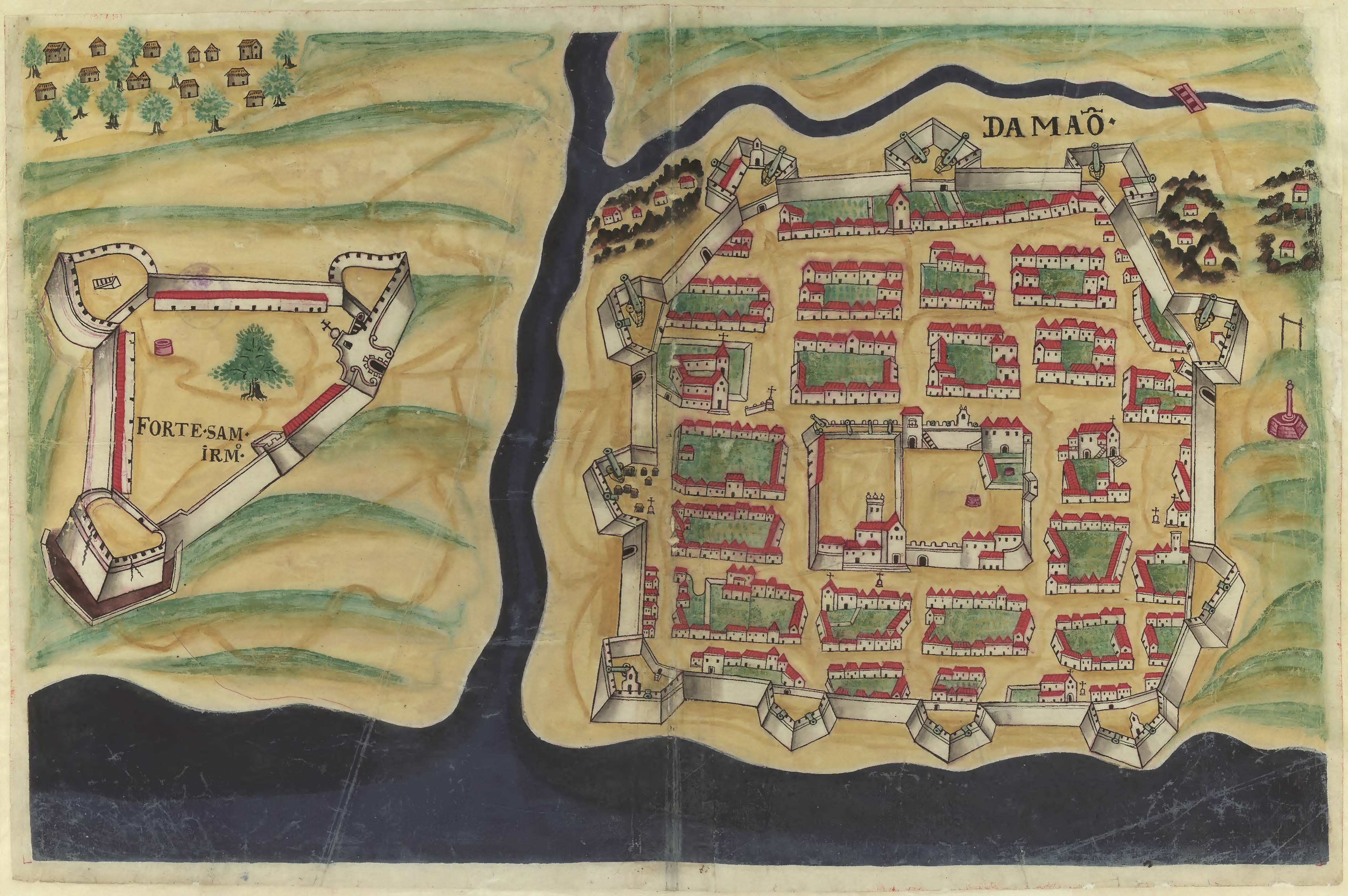
Daman (um 1635)

Nach seiner Entdeckung durch die Portugiesen im Jahr 1523 wurde der Ort mit seinem Naturhafen im Jahr 1559 erobert, Damão genannt und durch den Bau eines Forts befestigt. In den Jahren 1581 bis 1583 konnte ein Angriff von Truppeneinheiten des Mogulreiches zurückgeschlagen werden. Im Jahr 1614 wurde auch der Teil nördlich der Flussmündung des Damanganga annektiert und Damão Pequeno genannt; in den Jahren von 1615 bis 1627 entstand hier das Fort São Jerônimo. Daman war bis 1961 ein Teil von Portugiesisch-Indien. Bis heute gehört Daman zum römisch-katholischen Erzbistum Goa und Daman.

## Sehenswürdigkeiten
Das Ortsbild wird noch heute geprägt von kolonialzeitlichen Bauten – hervorzuheben sind das Fort São Jerônimo (1615), die Jesuitenkirche Bom Jesus (1603) und die Kathedrale (Se).

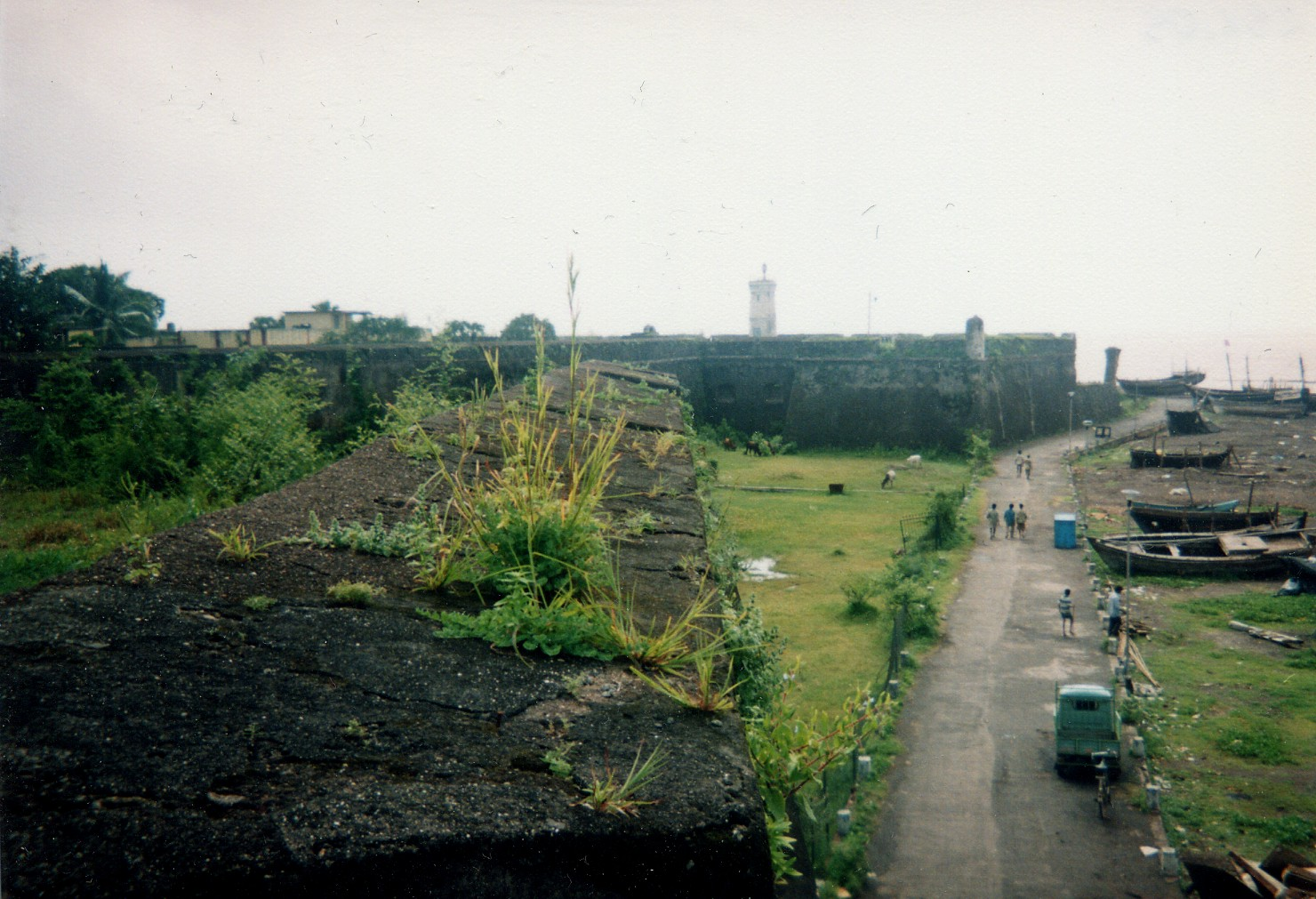
Fort São Jerônimo
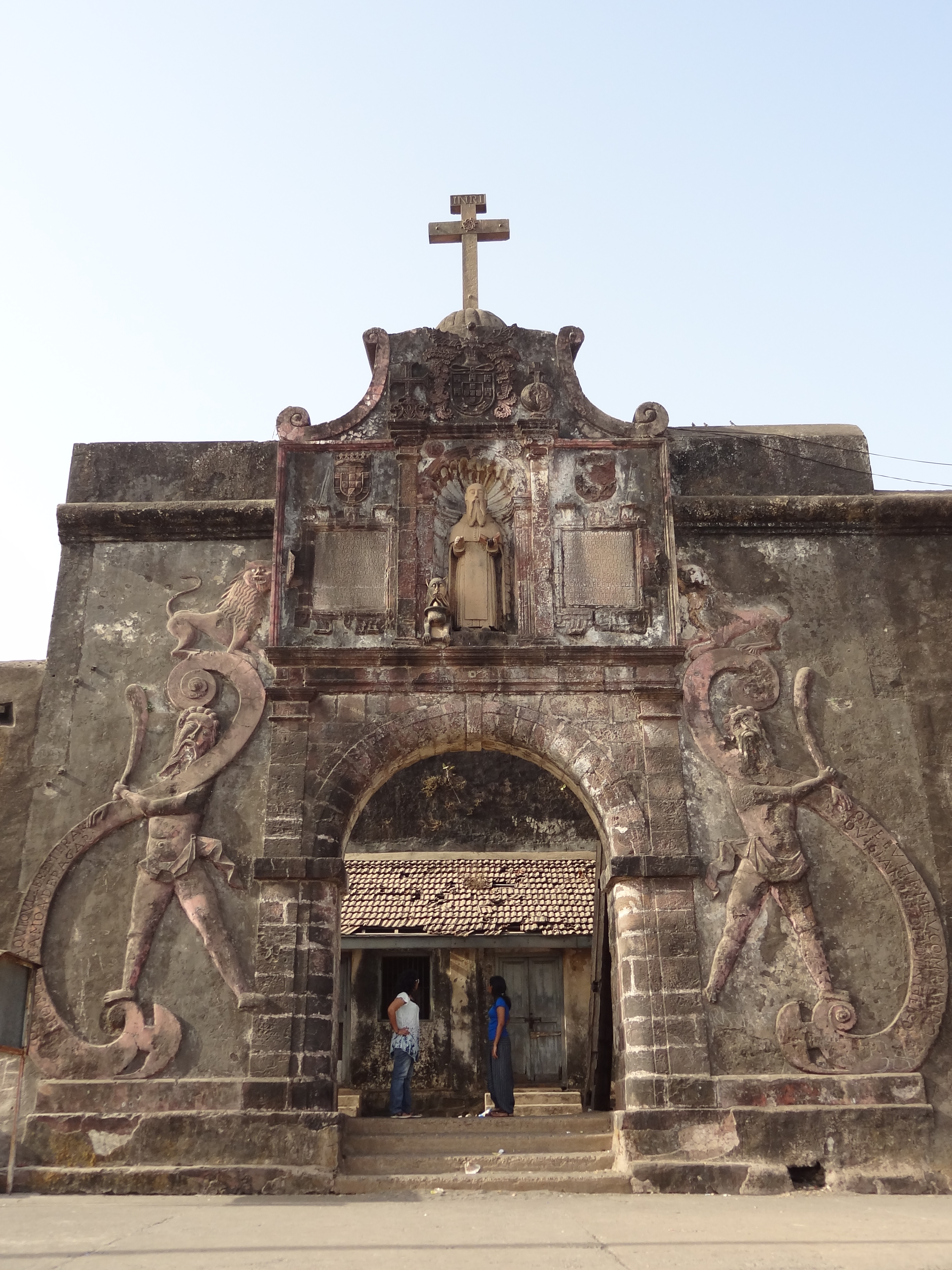
Portal
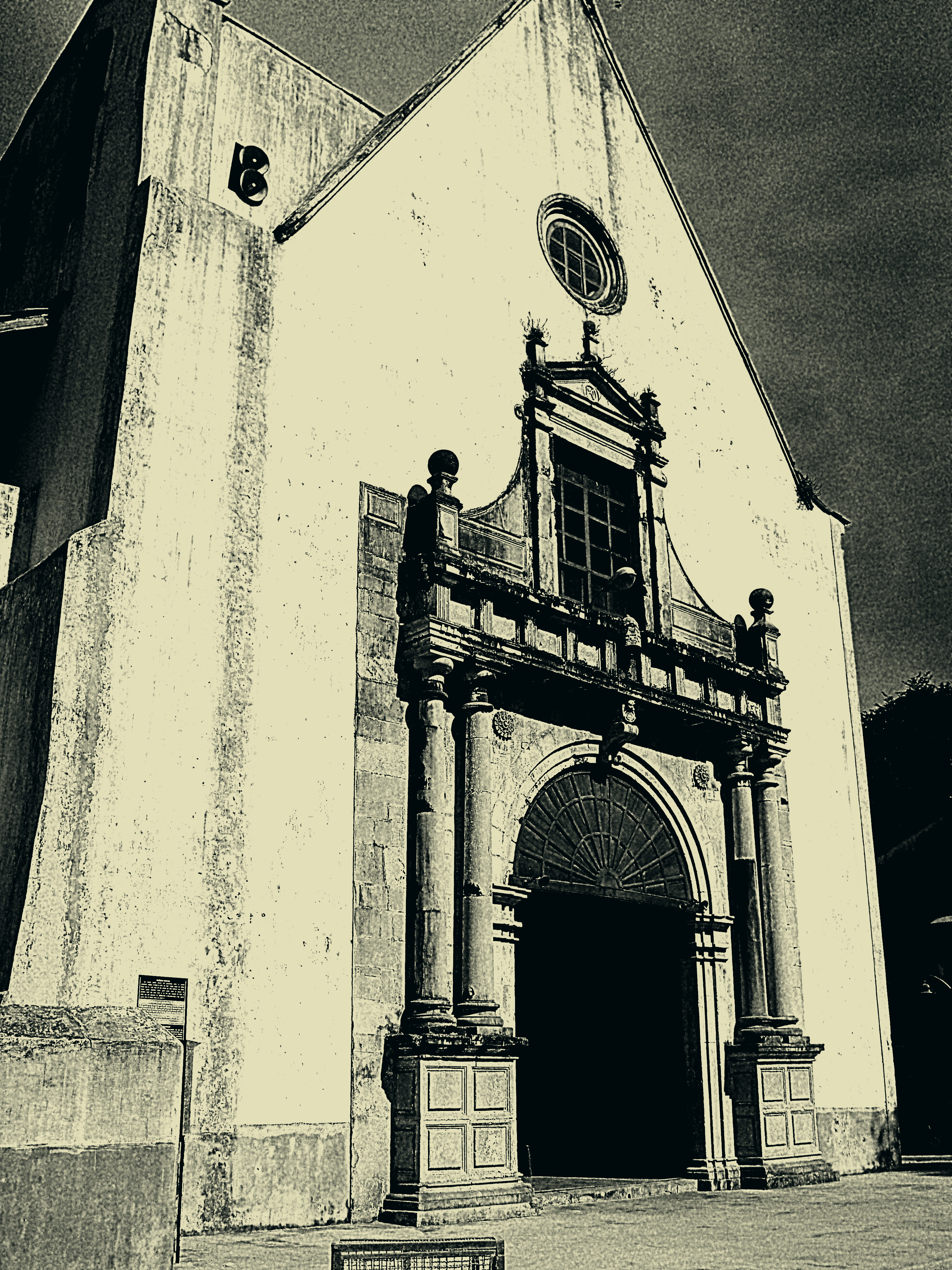
Kirche Bom Jesus
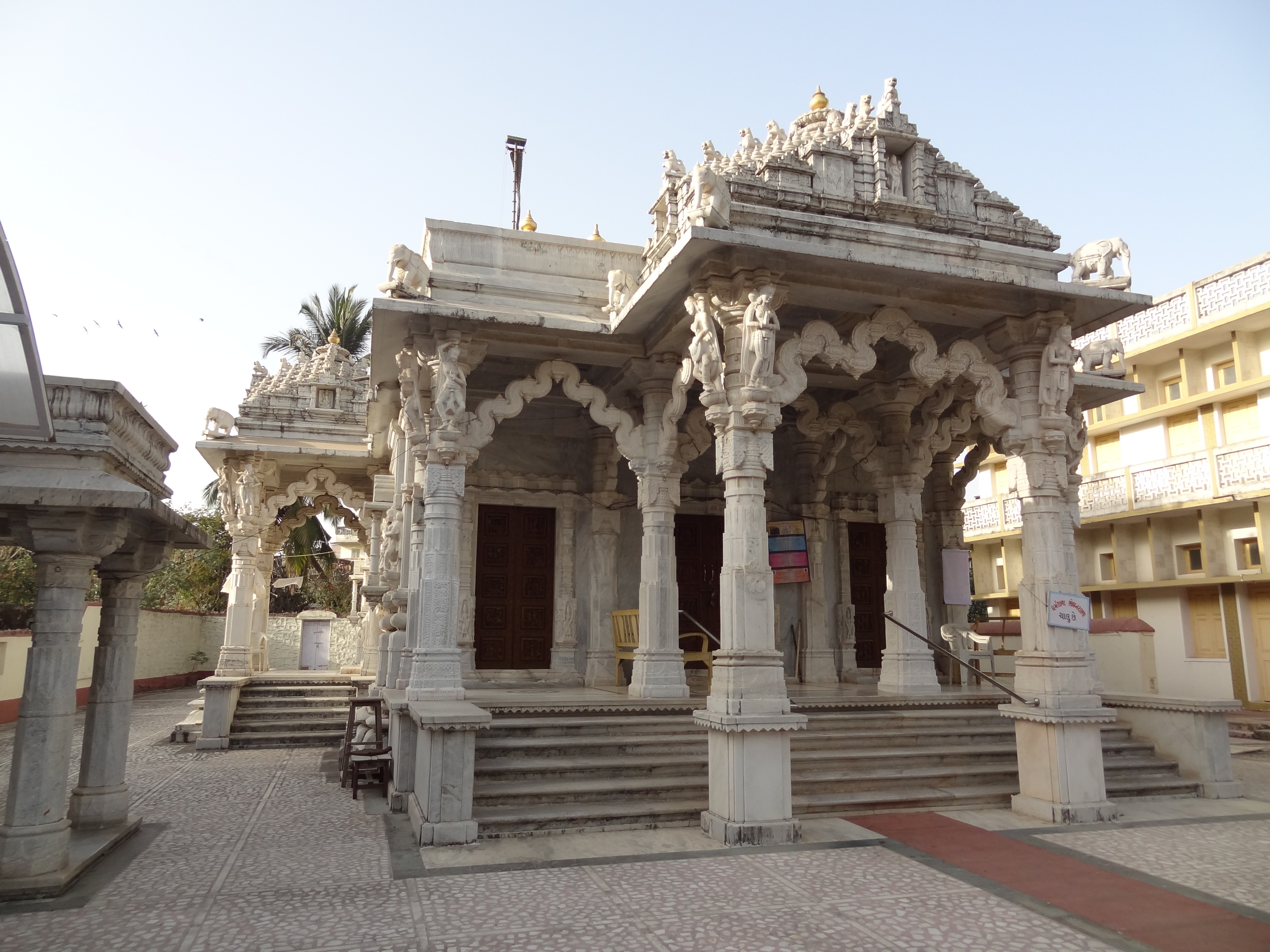
Jain-Tempel